# Psodopsis
Psodopsis là một chi bướm đêm thuộc họ Geometridae.